# Сеймур, Уэбб, 10-й герцог Сомерсет
Уэбб Сеймур (англ. Webb Seymour; 3 декабря 1718, Мендил, Сомерсет, Англия, Великобритания — 15 декабря 1793, Мейден-Брэдли, Уилтшир, Англия, Великобритания) — британский аристократ, 10-й герцог Сомерсет, 10-й барон Сеймур и 8-й баронет Сеймур с 1792 года.

## Биография
Уэбб Сеймур родился 3 декабря 1718 года. Он был вторым сыном Эдуарда Сеймура, 9-го герцога Сомерсета, и его жены Мэри Уэбб. Ребёнка крестили 4 декабря 1718 года в Истоне, Уилтшир. С 1757 года он был наследником герцогского титула при старшем брате-холостяке Эдуарде. Последний умер 2 января 1792 года, и Уэбб стал 10-м герцогом Сомерсетом. Он умер в Мейден-Брэдли близ Уорминстера, Уилтшир, 15 декабря 1793 года и был похоронен там же.
11 или 15 декабря 1769 года в Лондоне Уэбб Сеймур женился на Энн Мэри или Мэри Энн Боннелл, дочери Джона Боннелла из Стэнтон-Харкорта, Оксфордшир. В этом браке родились четверо сыновей, двое из которых умерли в младенчестве:
- Эдуард (22 апреля 1771 — 4 февраля 1774)[3];
- Уэбб (11 мая 1772 — 4 февраля 1774)[3];
- Эдуард Адольф (24 февраля 1775 — 15 августа 1855), 11-й герцог Сомерсет[4];
- Джон Уэбб (7 февраля 1777 — 15 апреля 1819)[2][5].